# Poliacrilonitrila

Fórmula estrutural da unidade de poliacrilonitrila.

A poliacrilonitrila (PAN) é um polímero sintético obtido a partir da polimerização de nitrila de acrílico (acrilonitrila). Pode ter forma de fibra ou resina, de acordo com a fabricação. As fibras acrílicas são usadas essencialmente como fibra têxtil (geralmente em roupas de inverno), tendo em sua composição pelo menos 85% de massa de poliacrilonitrila. Além disso, é uma matéria prima utilizada na fabricação de fibras acrílicas usadas na produção de roupas e carpetes e é também utilizada na produção de fibras de carbono, material com excelentes propriedades mecânicas.

## Histórico
Sintetizada pela primeira vez em 1930, através dos laboratórios da Empresa alemã IG Farben, o polímero Poliacrilonitrila é um polímero de adição, o qual acabou sendo classificado primeiramente como inutilizável devido a sua insolubilidade na maioria dos solventes.
O químico Dr. Herbert Rein (1899-1955) da IG Farben de Bitterfeld descobriu em 1931 que a PAN, obtida de uma amostra quando visitava a fábrica Ludwigshafen, poderia ser dissolvida no líquido iônico cloreto de 1-benzilpiridinio (1-Benzylpyridinium chloride) e transformada em fibras.
Após isso, em 1931 a mesma voltou a ser estudada e foi então que se descobriu que a mesma podia ser dissolvida no líquido iônico cloreto de 1-benzilpiridinio, pelo químico Dr. Herbert Rein. Ademais, em 1942 se deu inicio em sua produção em larga escala, pela Du Pont, essa qual patenteou o processo de PAN conhecido como fiação úmida, e posteriormente ainda, a Bayer patenteou outro processo de fiação da PAN conhecido como fiação seca.

## Síntese
Obtida pela polimerização da acrilonitrila (CH2CHCN), que ocorre através de catalisadores como cátion férrico, inicia-se essa pela Polimerização em Suspensão, que nada mais é do que o principal processo de polimerização da acrilonitrila. Sabendo que a solubilidade da acrilonitrila em água é de aproximadamente 7%, sua polimerização se facilita através do emprego de catalisadores redox também solúveis em água, como por exemplo o sistema a base de persulfato de amônio/Fe3+/bissulfito de sódio.

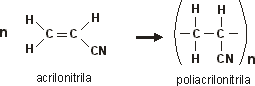
síntese poliacrilonitrila

A poliacrilonitrila (PAN) é uma macromolécula obtida pela polimerização da acrilonitrila (CH2CHCN), em presença de catalisadores, como o cátion férrico e os ânions persulfato e bissulfito. Pode ser produzida na forma de um homopolímero, ou seja, quando se emprega apenas acrilonitrila ou também, produzida na forma de copolímeros, quando a polimerização ocorre com outros comonômeros diferentes.

## Propriedades
Caracterizado por obter elevada resistência química a solventes e reagentes, a fungos e a intempéries, esse é solúvel apenas em N,N-Dimetil-Formamida (DMF), N,N-Dimetil-Acetamida e soluções concentradas de sair inorgânicos. A PAN, sob o aspecto molecular é usualmente um polímero atático, linear e que contêm grupos nitrilas altamente polares. Ademais, essa contém uma temperatura de transição vítrea T° aproximadamente de 120 °C.
- É predominantemente amorfo, mas adquire alta resistência após tração quando as macromoléculas são orientadas numa direção preferencial.
- Apresenta boa resistência a solventes.
- É um termoplástico, ou seja, torna-se fluido quando aquecido até certa temperatura, podendo então ser remoldado.
- A composição da macromolécula resultante é um múltiplo exato do monômero reagente original (acrilonitrila).
- Baixa estabilidade térmica.
- Alta resistência a tração após estiramento.
- Difícil coloração.
- Boa resistência a abrasão.
- A partir de certa temperatura, oxida torna-se não inflamável, podendo ser usada na confecção de fibras de carbono, se aquecida da maneira correta.
- Ponto de ebulição: não entra em ebulição, degrada.
- Alta resistência à tração após estiramento.

| Densidade                       | 1,184 g/cm³                                                      |
| Ponto de Fusão                  | 300 °C                                                           |
| Ponto de Ebulição               | Degrada.                                                         |
| Temperatura de Transição Vítrea | Aprox. 95 °C                                                     |
| Solubilidade em àgua            | Insolúvel                                                        |
| Solventes                       | Polares, como Dimetilformamida, Ácido Nítrico, Cloreto de Zinco. |

Por fim, acredita-se que a principal origem de suas moléculas assumirem uma conformação do tipo helicoidal irregular está nas fortes interações dipolo-dipolo entre os grupos nitrilas.

## Aplicações
Devido à suas propriedades como baixa densidade, estabilidade térmica, alta resistência química tem-se como algumas aplicações as fibras têxteis, macias e leves, bem como, pode ser usado como plastificante interna para PVC, embalagens para alimentos (sopas desidratadas, carne e etc.) e complementos vitamínicos.
Focando em uma das suas principais aplicações, as fibras de PAN são muito utilizadas como matéria prima da indústria têxtil, sendo sua produção no setor realizada através de apenas dois processos, conhecidos como fiação seca (dry spinning) e fiação úmida (wet spinning), sendo esta a mais utilizado em decorrência da sua versatilidade - qualquer polímero pode ser fiado por essa técnica - e também pode ser um processo contínuo.
Na forma de fibras, ao ser aquecida não se funde, e portanto pode ser utilizada na confecção de isolantes térmicos e materiais anti-chamas. É ainda a principal fonte de matéria-prima para produção de fibras de carbono, sendo precursor da tecnologia, e correspondente por 90% de sua produção mundial.

## Impacto Ambiental
O mecanismo de degradação da PAN é complexo e há discordâncias na literatura quanto a ordem das principais reações envolvidas.
O emprego da Glicerina na plastificação da PAN permite a obtenção de fibras acrílicas sem a utilização de solventes tóxicos e caros como a dimetilformida (DMF), além de valorizar este sub-produto da produção de Bio-Diesel que atualmente é encarado como um resíduo industrial, sendo descartado ou queimado pela Usinas. Ou seja, a reciclagem do PAN utiliza de sub-produtos tóxicos anteriormente descartados.

## Curiosidades
A fibra de carbono também pode ser produzida com outros precursores, como o piche e o Rayon, mas a PAN possui a vantagem de originar fibras de carbono de alta resistência, para uso militar e aeronáutico. Cerca de 95% da fibra de carbono produzida no mundo utiliza a PAN como precursora.
Quanto ao monômero da poliacrilonitrila, o único produtor local do Brasil é a Acrinor, pertencente ao grupo Unigel, e localizada em Camaçari-BA, com uma capacidade instalada de 98 mil toneladas anuais de acrilonitrila. Diferentemente da PAN, o monômero possui outras aplicações industriais, como na produção de poliacrilamida, empregada em tratamentos de água, em alguns plásticos, como ABS, SAN e NB, e também como intermediário químico na produção de adiponitrila, utilizada como precursora do náilon 66.